# Donna Moderna
Donna Moderna este o revistă săptămânală italiană pentru femei și modă cu sediul în Milano, Italia.

## Istoric

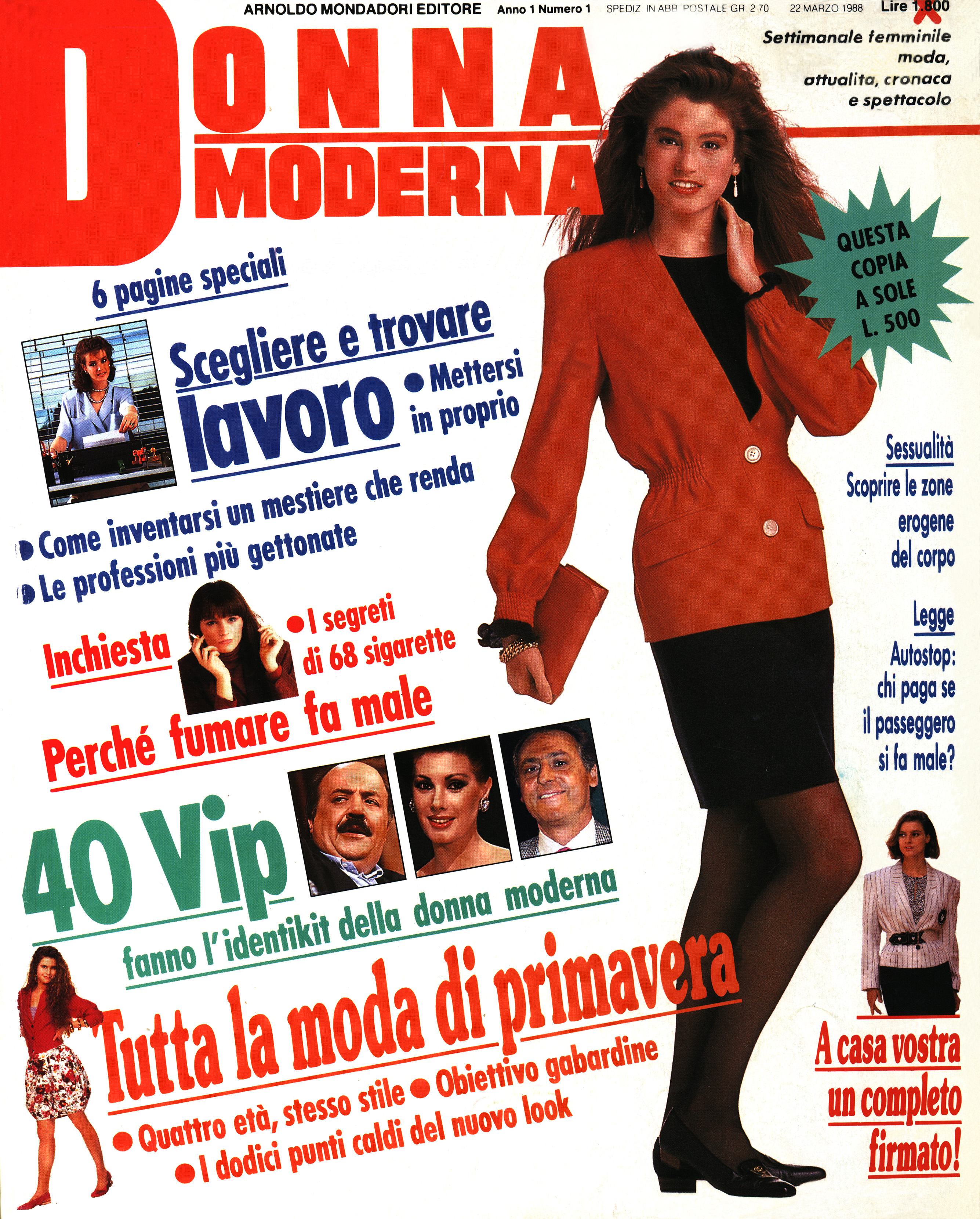
Prima ediție a revistei Donna Moderna din 22 martie 1988

Donna Moderna a fost înființată în 1988. Revista este publicată săptămânal și face parte din Arnoldo Mondadori Editore.
Donna Moderna cuprinde articole despre frumusețe, modă, mâncare, nunți și cumpărături. Revista oferă mai multe suplimente, printre care Donna Moderna Wellness, Casa Idea și Donna in Forma. Publicul țintă al revistei este reprezentat de femei cu vârste cuprinse între 25 și 45 de ani.
Tirajul revistei Donna Moderna a fost de 618.739 de exemplare în perioada septembrie 1993 până în august 1994. În 2001 a fost una dintre primele 50 de reviste pentru femei din lume, cu un tiraj de 618.000 de exemplare. Din ianuarie până în august 2003, revista a avut un tiraj de 561.000 de exemplare. În 2004, tirajul a scăzut la 502.000 de exemplare. Tirajul săptămânalului a fost de 497.787 de exemplare în 2007, iar în 2010 s-a vândut în 422.585 de exemplare.